# Gundolf Ernst
Gundolf Ernst (Amburgo, 29 agosto 1930 – Berlino, 25 aprile 2002) è stato un geologo, mineralogista e paleontologo tedesco.

## Biografia
Gundolf Ernst era figlio di Wilhelm Ernst, geologo dell'Università di Amburgo, e della moglie Elisabeth, nata Thüme. Cresciuto ad Ahrensburg, entrò in contatto con l'archeologo Alfred Rust quando era ancora un ragazzo. Dopo la laurea, studiò geologia all'Università di Amburgo e terminò la sua tesi di dottorato nel campo della mineralogia nel 1961. Diventò uno specialista nello studio del Cretaceo, specialmente i ricci di mare fossilizzati. Dal 1964 al 1976 lavorò come paleontologo presso la Braunschweig University of Technology. Nel 1976  diventò professore alla Libera Università di Berlino, dove continuò fino al suo pensionamento. La sua ricerca lo ha portato in molti paesi, tra cui Inghilterra, Spagna, Polonia, Tanzania e la costa del Mar Adriatico.

## Opere principali
- Zur Kenntnis der Grüngesteine und Sedimente des südwestlichen Zlatibor-Massivs (Bosnien), Dissertation Hamburg 1961
- The Stratigraphical Value of the Echinoids in the Boreal Upper Cretaceous, Newsl. Stratigr, 1 (1970), pp. 19–34 (Leiden)
- Die irregulären Echiniden der nordwestdeutschen Oberkreide: ihre Phylogenie, Ökomorphologie und Stratigraphie, Habilitationsschrift Braunschweig 1970/72
- Biostratigraphie des Miozäns im Raum von Wacken (Westholstein), (con Winfried Hinsch), Hannover und Braunschweig 1972
- Concepts and Methods of Echinoid Biostratigraphy. In: E. G. Kauffman and J. E. Hazel (ed.), Concepts and Methods of Biostratigraphy, pp. 541–563 (con E. Seiberitz), Stroudsburg 1977
- Neue Ergebnisse zur Multistratigraphie, Sedimentologie und Palökologie der Oberkreide von Niedersachsen und Westfalen unter besonderer Berücksichtigung des Cenoman bis Coniac (con D.-D. Dahmer and H. Hilbrecht), Berlin 1986

| Controllo di autorità | VIAF (EN) 270410546 · ISNI (EN) 0000 0003 8359 1688 · GND (DE) 121955249 |